# HSP47
HSP47 (por las siglas en inglés de Heat shock protein 47,  proteína de choque térmico 47) es una serpina, es decir, una proteína inhibidora de serín proteasas, que actúa en la célula como chaperona para el compuesto químico colágeno.
La proteína Hsp47 desempeña su función en el retículo endoplásmico.